# Sabinas Hidalgo
Sabinas Hidalgo é um município do estado de Nuevo León, no México. 
Em 2005, o município possuía um total de 32.040 habitantes.